# پادشاهی جادویی
پادشاهی جادویی (انگلیسی: Magic Kingdom) یا به عبارت دیگر سرزمین جادویی، تفریحگاه و شهر بازی منتسب به والت دیزنی ورلد است که در نزدیکی بی‌لیک، اورلندو، فلوریدا واقع‌شده‌است. این مجموعه توسط شرکت والت دیزنی اداره می‌گردد. این تفریحگاه در اول اکتبر ۱۹۷۱ به عنوان نخستین بخش از مجموعه ۴ پروژه مهم تکمیل و افتتاح گردید. طراحی پارک و ملزومات آن بر عهدهٔ والت دیزنی ایمجرنرینگ بوده‌است. پادشاهی جادویی بر پایه و اساس دیزنی‌لند در آناهایم، کالیفرنیا ساخته شده‌است و به افسانه‌ها و شخصیت‌های پویانمایی شرکت والت دیزنی اختصاص داده‌شده‌است.
سمبل و جلوهٔ نمادین مشهور تفریحگاه برگرفته و مُلهم از قلعه سیندرلا است که در محصول پویانمایی سیندرلا مربوط به سال ۱۹۵۰ و متعلق به همین کمپانی والت دیزنی نمایش داده‌شد. در سال ۲۰۱۹ این مجموعه ۲۰/۹ میلیون بازدیدکننده داشت که ثبت چنین رقمی باعث شد تا تفریحگاه پادشاهی جادویی برای سیزدهمین مرتبه پیاپی در زمرهٔ پر بازدیدکننده‌ترین پارک موضوعی و پربازدیدترین پارک آمریکای شمالی برای حداقل ۱۹ سال گذشته باشد.